# Necar Zadegan
Necar Zadegan (en persan: نکار زادگان), née le 20 juin 1982 à Heidelberg en Allemagne, est une actrice germano-américaine.

## Biographie
Zadegan est d'origine iranienne, née le 20 juin 1982 à Heidelberg en Allemagne. Elle a cependant grandi à San Francisco, Californie, États-Unis. 
Zadegan a été au lycée catholique Moreau à Hayward. Puis fut diplômée en littérature à la University of California à Santa Barbara.

## Carrière
De 2005 à 2009, Zadegan accumule un grand nombre de rôles à la télévision notamment : The Bernie Mac Show, Nip/Tuck, NCIS: Naval Criminal Investigative Service, The Unit, How I Met Your Mother, Big Shots, Lost, The Shield, and CSI: Miami.
En 2009, elle apparaît dans la production From Satellite with Love "Az Mahvareh Ta Eshgh", qui fait une tournée aux États-Unis et en Europe.
En 2010, Zadegan décroche des rôles récurrents dans 24, Outlaw et The Event, mais aussi dans apparence dans les films Elena Undone and Unthinkable.
On la verra aussi jouer le rôle du Dr. Gina Bandari dans Emily Owens, M.D.

## Filmographie

### Cinéma

#### Longs métrages
- 2013 : Meth Head de Jane Clark : Maia
- 2011 : Joshua Tree de Kris Kardash : Angelina
- 2010 : Elena Undone de Nicole Conn : Elena
- 2010 : No Limit (Unthinkable) (vidéo) de Gregor Jordan : Jehan jeune

#### Courts métrages
- 2011 : Fit to Be Tied d'Alex Feldman : Vanessa
- 2010 : When the Voices Fade d'Erika Cohn : Nadia (voix)
- 2009 : The Deal d'Andrew Daniel
- 2008 : In Another Life de Karine Nissim : Mira
- 2007 : The Touch de Jane Clark : Kerime

### Télévision

#### Séries télévisées
- 2005 :     The Bernie Mac Show     (saison 1, épisode 03 : The Big Payback) : associé des     ventes
- 2006 :     Nip/Tuck (saison 4, épisode 11 : Photo     de famille) : Nastran
- 2007 :     NCIS :     Enquêtes spéciales (NCIS) (saison 4, épisode 12 :     Suspicion) : Lieutenant Rihama Shaheen (non créditée)
- 2007 :     The Unit :     Commando d'élite (The Unit) (saison 2, épisode 14 :     Sans     pitié) : Pari
- 2007 :     Big Shots     (saison 1, épisode 01 : Et voguent les galères) :     Prostituée
- 2007 :     How I Met Your     Mother (saison 2, épisode 18 : Difficiles     concessions) : Fille #2 (sous le nom de Necar Zadegar)
- 2008 :     The Shield     (saison 7, épisode 01 : Poids mort) : Dr     Lucine
- 2008 :     Lost : Les     Disparus (Lost) (saison 4, épisode 02 : Enfin les     secours ?) : Interprète
- 2009 :     Floored and Lifted     (programme court) : Caroline
  - (saison, épisode : Matthew)
  - (saison, épisode : Possibility)
- 2010 :     Outlaw (en) :     Patty Friedmanedman
  - (saison 1, épisode 02 : In Re: Officer Daniel Hale)
  - (saison 1, épisode 04 : In     Re: Curtis Farwell)
- 2010 :     24 heures chrono     (24) (20 épisodes) : Dalia Hassan
- 2010 :     Les Experts :     Miami (CSI: Miami) (saison 8, épisode 18 : Le Crime du     déshonneur) : Salumeh Farooq
- 2010 - 2011 :     The Event : Isabel
  - (saison 1, épisode 09 :      Le Pouvoir à      portée de main)
  - (saison 1, épisode 10 :      Plus rien ne sera      comme avant)
  - (saison 1, épisode 11 :      Ils arrivent)
  - (saison 1, épisode 14 :      Supernova)
  - (saison 1, épisode 15 :      Sacrifices)
- 2011 :     A Gifted Man     (saison 1, épisode 01 : Le Retour d'Anna) :     Madeline Fahn
- 2011 :     Undercovers (saison 1, épisode 13 :     Au nom de la     vérité) : Zarina Yasi
- 2012 :     Major Crimes     (saison 1, épisode 04 : Une histoire de     famille) : Roma Strauss
- 2012 :     La Loi selon Harry     (Harry's Law) (saison 2, épisode 11 : Gorille de mes rêves) :     Sarita Radan
- 2012 - 2013 :     Dr Emily Owens     (Emily Owens M.D.) (13 épisodes) : Dr Gina Bandari
- 2013 :     The     Fosters (saison 1, épisode 08 : Clean) :     Gretchen
- 2014 :     Legends     (mini-série) : Ana Paulanos
  - (saison 1, épisode 02 :      Lords of War)
  - (saison 1, épisode 03 :      Betrayal)
- 2014 :     Rake     (13 épisodes) : Scarlet Meagher
- 2015 :     Extant (saison 2)
- 2015 -     2018 : Girlfriends' Guide to Divorce (saison 1-4) : Delia
- 2018 : Le bon docteur : Dr. Jordan Ko 
  - (Saison 1, Épisode 11 : Islands: Part One)
  - (Saison 1, Épisode 12 : Islands: Part Two)
  - (Saison 2, Épisode 2 : Middle Ground)
- 2018-2021 : NCIS : Nouvelle-Orléans (depuis la saison 5) : la remplaçante     de Pride; Hannah Khoury
- 2019 : Star Trek: Picard (Saison 1, épisode 5 : Aventure à Stardust City : Bjayzl
- 2021 : Mayor of Kingstown
- 2025 : The Rookie : Le Flic de Los Angeles : Vivian (saison 7, épisode 4)